# Puebloviejo
Puebloviejo, también conocida como San Francisco de Puebloviejo, es una ciudad ecuatoriana, cabecera cantonal del Cantón Puebloviejo, perteneciente a la Provincia de Los Ríos. Se localiza al centro de la región litoral del Ecuador.
Tiene una población de 15 972 habitantes, lo que la convierte en la centésima cuarta ciudad más poblada del país. Forma parte del área metropolitana de Babahoyo, pues su actividad económica, social y comercial está fuertemente ligada a Babahoyo, siendo ciudad dormitorio para cientos de personas que se trasladan a dicha urbe por vía terrestre. El conglomerado alberga a más de 300.000 habitantes.

## Símbolos

### Bandera
La bandera oficial del cantón será: tres franjas horizontales de color blanco, tres de color verde, debidamente intercaladas, teniendo al costado izquierdo, parte superior, el Escudo del Cantón, el cual será estampado al centro de la cuarta parte de la dimensión de la bandera, cuyo color será amarillo; simbolizando estos colores, la pureza del espíritu, su juventud y su innumerable y abundante riqueza agrícola; 

### Escudo
Escudo oficial, será de forma heráldica, dividido en tres partes, constando en la primera parte, lado izquierdo, o sea la mitad del Escudo, una mata de banano en estado de producción, con sus pequeños colines, y al costado de este un carretero, simbolizando este grabado, la riqueza bananera y el movimiento vial que en la actualidad posee el Cantón; en la otra parte, lado derecho parte superior, consta un río, en cuyas orillas se aprecia claramente un cultivo de arroz en madurez; simbolizando la magnífica producción arrocera y su navegación.
En la tercera, o sea la última parte, también lado derecho, consta una porción de frutos y productor tropicales. Símbolos de la producción agrícola de este retazo de tierra ecuatoriana. En la parte superior del Escudo, llevará dos estrellas, que simbolizan las dos parroquias rurales, que en la actualidad cuenta el Cantón; En la parte inferior el Escudo descansará en una cinta doblada de color amarillo, verde  y blanco, donde tendrá grabada la siguiente leyenda “7 de Febrero de l846”, que simbolizan los colores del emblema Cantonal, así como la fecha de la Cantonización del Cantón San Francisco de Puebloviejo.

### Himno
Himno de San Francisco de Puebloviejo
Letra: Aurora Estrada
Música: Daniel Armijos
CORO
Nuestro pueblo de antigua prosapia,
en Los Ríos de Límpida historia,
al futuro levanta la gloria
de un destino de fe liberal.
ESTROFAS
I
Nuestro río de idílicas playas,
bajo el cielo de azules turquesas,
va cantando entre frondas espesas
sus estrofas de seda y cristal.
De poesía de belleza está llena
nuestra tierra que es dulce y altiva,
porque tiene en sus hijos la viva
oración del trabajo y bondad.
II
Sean el signo de nuestro destino
para siempre el laurel y la rosa,
el laurel de la frente gloriosa
y la rosa que aroma en la paz.
Nuestro pueblo conserva virtudes
de lealtad, de valor, de civismo,
no conoce el malsano egoísmo
ni miseria, ni triste ruindad.
III
Como enjambre de blancas palomas,
detenidas al fin de su vuelo
está el pueblo que se eleva hasta el cielo
una llama perenne: el hogar.
Allí oficia el amor que es victoria
y el trabajo que es luz bendecida,
nuestro pueblo es la mano tendida
hacia el mundo con gesto cordial.

## Historia

### Orígenes
Se puede precisar la fecha en que se asentaron en esta región los pueblos indígenas, aunque puede encontrarse en la historia de este pueblo a los colorados, pueblo asentado en este territorio que se dedicó a la agricultura, las artes, religión, etc. La organización primitiva de los colorados está reflejada en los restos cerámicos que se han logrado recuperar, especialmente en las tolas, donde se han hallado restos humanos y objetos enterrados (Los Cerritos, Los Gramales, Casa Quemada, etc.)

### Época republicana
Durante la presidencia de Vicente Ramón Roca, y por decreto legislativo del 7 de febrero de 1846, San Francisco de Puebloviejo fue cantonizado, asignándole las parroquias de Ventanas y San Juan de Juana de Oro.
El nombre de Puebloviejo aparece en las Crónicas Primitivas de Indias en 1616 dando cuenta de la bifurcación de un río que cruza un sector de la Hda. Puebloviejo utilizado por los encomenderos navegando río abajo en balsa llevando encomiendas de la corona.
En el año 1693 en el período del Rey Juan Carlos II de España la Hda. Puebloviejo forma parte del Territorio de Guayaquil.
En el año 1802, Puebloviejo aparece como partido de Babahoyo, sin embargo es separado de este y pasa a ocupar el Partido #14 de la provincia de Guayaquil.
En 1808 Puebloviejo es uno de los 14 Partidos de la Provincia de Guayaquil con sus Parroquias Ventanas, Ventanillas y Zapotal.
El 9 de octubre de 1820, al Proclamar Guayaquil su independencia del dominio español, Puebloviejo al conocer la noticia se unió a la causa proclamando su independencia el día 12 de octubre a 3 días de hacerlo Guayaquil. Esta tesis es defendida por algunos historiadores de este ilustre cantón, teniendo el apoyo de la Municipalidad, declarando el 12 de octubre como día de la independencia de Puebloviejo.

### Actualidad
Durante los meses de febrero y marzo de 2008, San Francisco de Puebloviejo sufrió las consecuencias de las graves inundaciones que afectaron a Ecuador, viéndose afectadas no sólo las cosechas, sino también las viviendas de un importante número de familias de la zona.

## Gobierno municipal

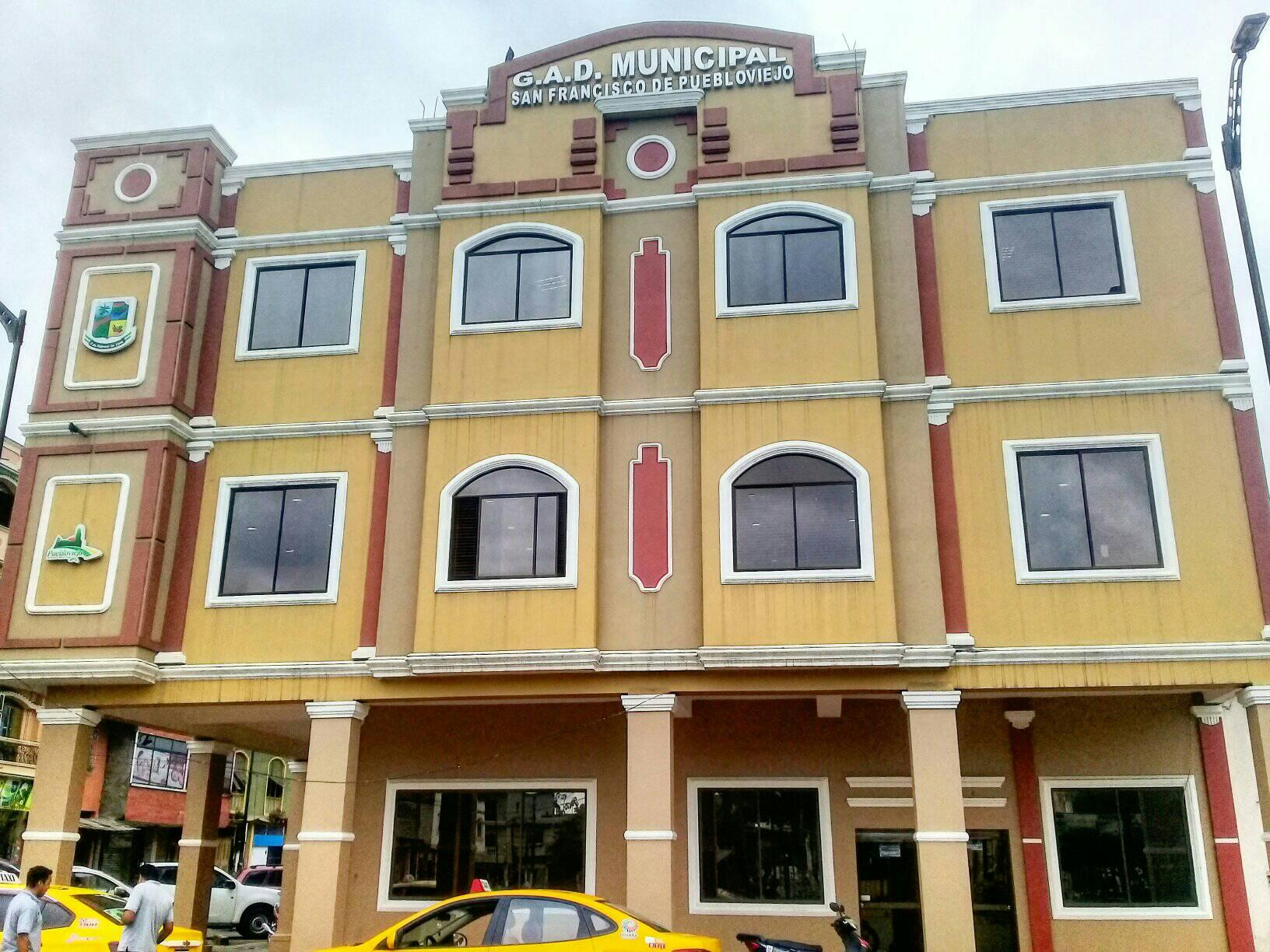
Sede de la Alcaldía de Puebloviejo.

La ciudad y el cantón Puebloviejo, al igual que las demás localidades ecuatorianas, se rige por una municipalidad según lo estipulado en la Constitución Política Nacional. La Alcaldía de Puebloviejo es una entidad de gobierno seccional que administra el cantón de forma autónoma al gobierno central. La municipalidad está organizada por la separación de poderes de carácter ejecutivo representado por el alcalde, y otro de carácter legislativo conformado por los miembros del concejo cantonal. El Alcalde es la máxima autoridad administrativa y política del cantón Puebloviejo. Es la cabeza del cabildo y representante del Municipio.

## Economía
Además de ser el principal productor de banano dentro de la Provincia, el cantón produce cacao desde la época colonial. También produce tagua, maderas finas, frutas tropicales, café y una gran variedad de productos ciclo corto: arroz, maíz, soja, maracuyá, tomate y otros. Es un Cantón que sustenta su economía en la agricultura ya que la mayor parte de la población trabajo las tierras .